# سربرة هندية
سربرة هندية (الاسم العلمي: Cerbera odollam) هو نبات من جنس السحام ينتمي إلى فصيلة الدفلية. ويعتبر من النباتات السامة عند تناول فاكهته يسبب تقيؤ شديد، وضيق تنفس، وصداع، واضطرابات في القلب، وغيبوبة ثم يؤدي إلى الوفاة.

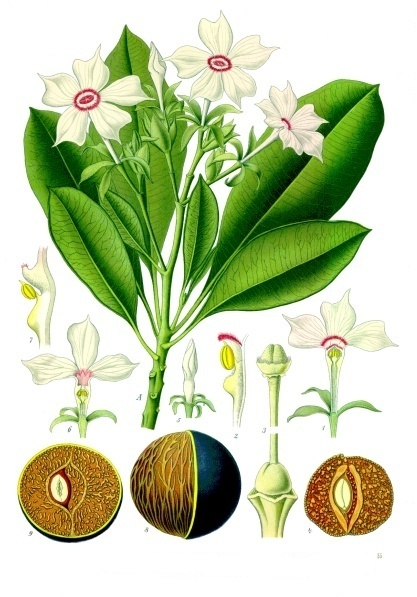

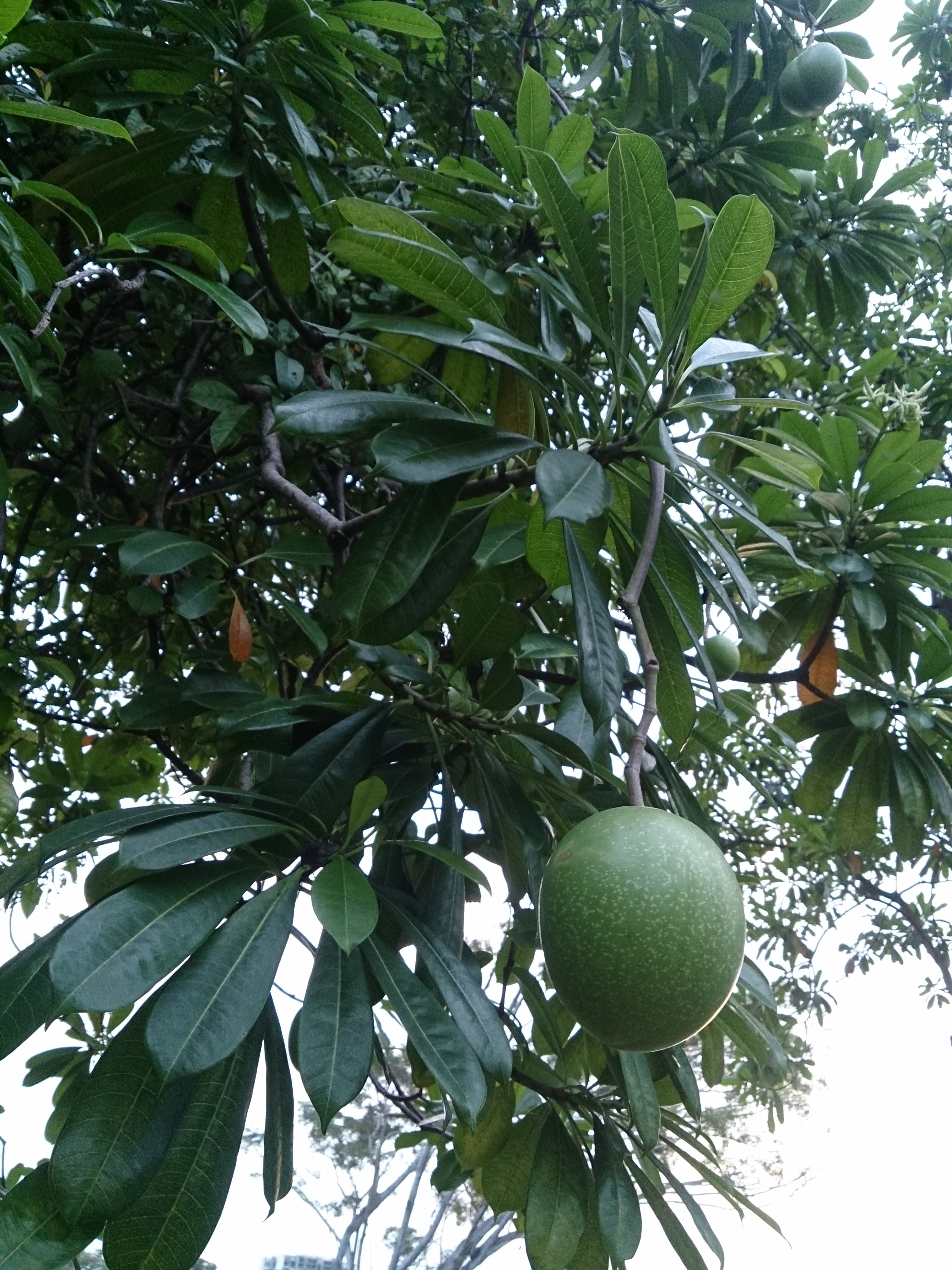
ثمرة النبات